# 美國的姓名規範
美国仅有非常少的关于命名的法律。这种自由引起了各种各样的名称和命名趋势。命名的传统在美国文化中的发挥凝聚和沟通的作用。由于美国的文化多样性，姓名和取名方式天差地别，这被用来表达创意、个性、文化认同和价值观。

## 关于命名的法律
传统上，为自己或孩子取名的权利受到法院的维护，来源于合众国宪法第十四修正案的正当程序条款和宪法第一修正案的言论自由条款，但依旧存在一些限制。不同州规定有所不同，但大部分都是为了操作方便。例如，一些州限制姓名的字符数不得超过官方的记录保存软件的限制。出于类似的原因，一些州禁止使用阿拉伯数字或象形符号。一些州禁止猥亵词汇。也有肯塔基州在内的少数几个州没有任何命名法。
加利福尼亚州的命名法比较严格，附加符号被禁用，因此José（何塞，葡萄牙语常见的名字）就不可用。加州生死註冊處（Office of Vital Records）要求姓名仅含英文的26个字母。但是没有法律限制在非正式场合使用附加符号，从其他州迁徙到加州的人即使名字带附加符号也不必更改自己的名字。
尽管美国人取名相当自由，但确实存在争议。 2013年，田纳西州法官Lu Ann Ballew（巴柳）裁定名为一个男婴不得名叫“弥赛亚”，必须改为“马丁”，因为“弥赛亚是耶稣基督的头衔”。这一决定一个月后在衡平法院被推翻，男孩保留了他的本名。巴柳被解雇并召开了纪律聆讯，因为其裁决违反田纳西州的司法守则。不存在法律禁止使用宗教名称，法官履行自己的职责时也必须不受宗教的影响。
2009年，一个孩子要过三岁的生日，可是面包店员工不肯把名字写到生日蛋糕上，因为这孩子碰巧叫做阿道夫·希特勒·坎贝尔。后来发现他的兄弟姐妹也是依照希特勒政权取名的，这引发众怒。但这些名字仍然是合法的。“小阿道夫”和他的兄弟姐妹由于某些其他原因被寄养，其父否认这跟他们的名字有关。

## 非裔美国人的名字
许多非裔美国人将他们自己和后代的姓名与自己种群的文化联系在一起。在二十世纪五六十年代之前，大多数非裔美国人的姓名与白人文化紧密的联系在一起。但是在20世纪中期民权运动兴起后，非裔美国人的姓名开始多样化，其中伊斯兰文化对其有明显的影响。关注黑人民权的伊斯兰主义组织伊斯兰民族兴起，把带有伊斯兰特点的姓名带入非裔美国人的文化之中。使用比较普遍的名字“阿以莎”（Aisha）便起源于伊斯兰的经典《古兰经》。其他在非裔美国人中使用较广的阿拉伯名字像贾马尔（Jamal）、马利克（Malik）等，则和宗教没有特别大的联系。
许多起源于法国的名字也在这一期间进入人们视野。虽然法国对非裔美国人的传统影响如此之大的原因不得而知，但是一些历史上的法国名字，比如莫尼克（Monique），尚塔尔（Chantal），安德烈（André）和安东尼（Antoine），在非裔美国人文化中变得如此常见，以至与许多美国人开始认为这些名字是单纯的“黑人名字”。起源于非洲的名字也开始兴起。一些如阿闪蒂（Ashanti），塔妮莎（Tanisha），阿莉娅（Aaliyah），马莱卡（Malaika）的名字就起源于非洲大陆。
到了二十世纪七十年代和八十年代，发明新名字在非裔美国人的文化中变得常见，虽然很多新创的名字会从常见的已有名字中吸收元素。